# Ladislav Malina
Ladislav Malina (5. ledna 1956 Kutná Hora – 14. dubna 1985 státní hranice poblíž Hrušovan nad Jevišovkou) byl český automechanik, který se v roce 1985 neúspěšně pokusil překročit státní hranice do Rakouska při útěku z Československa.

## Život
Narodil se v roce 1956 v Kutné Hoře otci Ladislavovi a matce Ireně. Měl jednoho sourozence. V mládí se vyučil automechanikem. Později pracoval na různých brigádách, například v Mikrobiologický ústavu Československé akademie věd pracoval jako řidič. V době svého útěku byl nezaměstnaný, žil v podnájmu na Praze 2 a byl rozvedený.
Byl opakovaně trestán za různé trestné činy, například ublížení na zdraví, podvod a neoprávněné užívání vozidla. V roce 1980 pak byl odsouzen ke dvěma letům odnětí svobody za spekulaci. Podle výpovědí sousedů přitom mělo jít o tichého a bezproblémového muže.

## Pokus o útěk ze země
Malinovou motivací k útěku byla zřejmě jeho kriminální minulost nebo také fakt, že jeho manželka, která se s ním krátce před pokusem o útěk rozvedla, úspěšně uprchla do Západního Německa.
Na sklonku zimy 1985 se společně s Richardem Dastychem rozhodl z Československa uprchnout. V březnu 1985 si ve Znojmě opatřili potřebné náčiní k překonání hraničního plotu a téhož měsíce se jim jej podařilo překonat u Hrušovan nad Jevišovkou, když plot částečně přestříhali a částečně podkopali. Těsně před dosažením státní hranice s Rakouskem se ale ztratili, přestože jim v překročení hranice již v tu chvíli nebránila žádná překážka. V obavě ze zpozorování se poté ukryli do křoví. Vzhledem k narušenému opevnění státní hranice se ale příslušníci Pohraniční stráže o narušitelech dozvěděli, přestože Malina s Dastychem při překonání hranice díky své opatrnosti nespustili signalizační zařízení. Po asi osmi hodinách pátrání byli brzy odpoledne nalezeni a vyzvání k opuštění křoví. Dastych se sice členům pohraniční stráže vzdal, Malina ovšem na místě spáchal sebevraždu střelou z pistole, když se střelil do pravého spánku. V kritickém stavu byl převezen do nemocnice, kde byl operován. Souběžně byl obžalován z trestného činu nedovolené opuštění republiky.
Svému zranění nakonec podlehl 14. dubna 1985. Téhož měsíce se v Kolíně konal jeho pohřeb. Byl vůbec posledním Čechoslovákem, který na státní hranici při pokusu o její překročení zemřel.